# Arveprins Frederik
 Der er flere personer med dette navn, se Arveprins Frederik (flertydig).
Arveprins Frederik (Friderich) (11. oktober 1753 på Christiansborg – 7. december 1805 på Amalienborg) var en dansk prins, søn af Frederik V af Danmark-Norge og dronning Juliane Marie som deres eneste fælles barn. Arveprinsen var dansk-norsk tronfølger (efter sin halvbror Christian VII) 1766-68, indtil hans svigerinde, dronning Caroline Mathilde, nedkom med sønnen kronprins Frederik (VI). I 1772-84 var han faktisk regent for sin halvbror. Som regent stod den unge prins i skyggen af sin mor enkedronning Juliane Marie og sin tidligere lærer stats- og gehejmekabinetssekretær Ove Høegh-Guldberg.
Arveprins Frederik var gift med Sofie Frederikke af Mecklenburg-Schwerin. Der var fire børn i ægteskabet: prinsesse Juliane Sophie, kong Christian VIII, prinsesse Louise Charlotte og arveprins Ferdinand.

## Opvækst
Prins Frederik blev født den 11. oktober 1753 på Christiansborg Slot i København. Han var Kong Frederik 5.'s femte overlevende barn og det eneste født i kongens andet ægteskab med Juliane Marie af Braunschweig-Wolfenbüttel. Som yngre søn uden umiddelbar udsigt til at arve tronen blev han, for at skaffe ham en fyrstelig stilling, allerede i en alder af tre valgt til koadjutor i fyrstbispedømmet Lübeck, hvor han med tiden skulle efterfølge fyrstebiskoppen. Imidlertid blev det ved mageskiftetraktaterne af 1767 og 1773 fastslået, at prinsen skulle give afkald på denne værdighed. Den opdragelse, han havde fået, var ikke blevet baseret på, at han skulle være fyrste i en lille tysk stat. Han var tværtimod siden enevældens indførelse den første danske prins, der blev opdraget til at opfatte dansk som sit egentlige modersmål. Derfor var fremtrædende danske videnskabsmænd som Jens Schielderup Sneedorff og senere Ove Høegh-Guldberg hans vigtigste lærere.
Men prinsen viste ikke evner til at anvende den undervisning, han havde fået. Det var derfor en overraskelse, at han skulle komme til at stå i spidsen for staten. Men Johann Friedrich Struensee havde under sit regimente forvist prinsen og hans moder, enkedronning Juliane Marie, fra hoffet, hvorefter de i en periode boede på Fredensborg slot.

## Regent
Derfor blev prinsen et samlingspunkt for dem, der ville Struensee til livs, og da januarnatten 1772 havde fjernet Struensee og dronning Caroline Mathilde og deres allierede fra magten, blev det arveprinsen, der kom til at stå som samlingspunkt for regeringen. Men i virkeligheden var han kun et navn. Det er velbekendt, at han var under indflydelse af sin moder, og at de begge med hensyn til statens anliggender nøje fulgte Guldbergs råd.
Hvor lidet betydelig han end viste sig på alle de områder, hvor han fik noget at gøre, stod han dog afgjort som den mest fremtrædende mand i staten. Så meget mere kan man forstå, at han blev utilfreds, da den unge kronprins Frederik 14. april 1784 gjorde ende på det guldbergske styre. Han protesterede derfor heftigt den dag, da kronprinsen i det afgørende statsrådsmøde forelagde det forslag for den regerende konge, hvorefter statsrådet skulle sammensættes af helt andre personligheder end dem, der var arveprinsens og enkedronningens kårne mænd. Det menes endog, at det kom til håndgribeligheder mellem ham og kronprinsen, da det gjaldt om, hvem der kunne sikre sig kongens person.
Med denne begivenhed var arveprinsens politiske rolle udspillet. Forholdet imellem ham og kronprinsen bevarede en vis ydre høflig karakter, men kunne ikke blive varmt, og arveprinsen sank hen i et privatliv i ubemærkethed.

## Senere liv
I 1783 købte han Sorgenfri Slot, og i 1791-94 udvidede og moderniserede han slottet ved arkitekten Peter Meyn. Nicolai Abildgaard stod for den indre udsmykning i nyklassicistisk stil. Samtidig gennemførtes anlægget af haven og en smuk lystskov i forbindelse med det bakkede terræn langs åen.
Året 1794 blev et begivenhedsrigt år for arveprinsen og hans familie. Ved det første Christiansborgs brand i februar 1794, mistede familien sit hjem og flyttede ind i det nordvestlige palæ ved Amalienborg Slotsplads, Levetzaus palæ. Og i november samme år døde Arveprinsesse Sophie Frederikke, der led af et skrøbeligt helbred, i en alder af bare 36 år.
Arveprins Frederik selv døde 52 år gammel efter længere tids svagelighed den 7. december 1805 på Amalienborg.

## Ægteskab og børn
I en alder af 21 år var arveprinsen (21. oktober 1774) blevet gift med prinsesse Sofie Frederikke af Mecklenburg-Schwerin (1758-1794). I ægteskabet fødtes syv børn:
| Navn                                          | Født                                          | Død                                           | Bemærkninger |
| Med Sophie Frederikke af Mecklenburg-Schwerin | Med Sophie Frederikke af Mecklenburg-Schwerin | Med Sophie Frederikke af Mecklenburg-Schwerin | Med Sophie Frederikke af Mecklenburg-Schwerin |
| --------------------------------------------- | --------------------------------------------- | --------------------------------------------- | --- |
| unavngivet datter                             | 19. september 1781                            | 19. september 1781                            | begravet i Roskilde Domkirke |
| unavngivet datter                             | 17. februar 1783                              | 17. februar 1783                              | begravet i Roskilde Domkirke |
| Juliane Marie                                 | 2. maj 1784                                   | 28. oktober 1784                              | begravet i Roskilde Domkirke |
| Christian Frederik                            | 18. september 1786                            | 20. januar 1848                               | konge af Norge i 1814 og konge af Danmark som Christian 8. 1839-1848 gift 1. gang 1806 med hertuginde Charlotte Frederikke af Mecklenburg-Schwerin gift 2. gang 1815 med prinsesse Caroline Amalie af Augustenborg |
| Juliane Sophie                                | 18. februar 1788                              | 9. maj 1850                                   | gift 1812 med prins Frederik Vilhelm Carl Ludvig af Hessen-Philippsthal-Barchfeldt |
| Charlotte                                     | 30. oktober 1789                              | 28. marts 1864                                | gift 1810 med landgreve Vilhelm af Hessen-Kassel |
| Arveprins Ferdinand                           | 22. november 1792                             | 29. juni 1863                                 | arveprins af Danmark gift 1829 med prinsesse Caroline af Danmark |